# آلتینوردو
آلتینوردو (به ترکی استانبولی: Altınordu) یک منطقهٔ مسکونی در ترکیه است که در استان اردو واقع شده‌است. آلتینوردو ۲۰۵٬۳۹۶ نفر جمعیت دارد و ۳۵ متر بالاتر از سطح دریا واقع شده‌است.